# 현장추적 싸이렌
현장추적 싸이렌은 KNN 부산경남방송에서 2003년 11월 11일부터 2014년 5월 25일까지 일요일 밤 11시 15분에 자체 방송되었던 교양 프로그램이다.

## 기획 의도
날로 지능화 흉포화되어 가는 범죄에 대한 사회적 경각심을 일깨우고 범죄 사실의 재구성을 통해 선량한 시민들을 범죄로부터 보호하고 죄는 반드시 처벌받는다는 사실을 보여 줌으로써 잠재적 범죄를 예방하고자 기획된 TV 프로그램이다.

## 방송 시간
2009년  3월 15일부터 매주 일요일 밤 11시 15분에 방송되고 있다.
※ 본 방송 시간은 2008년 11월 15일 이후 기준임.
| 방송 채널 | 방송 기간                          | 방송 시간                           |
| --------- | ---------------------------------- | ----------------------------------- |
| KNN       | 2003년 11월 11일 ~ 2005년 4월 19일 | 매주 화요일 밤 11:15 ~ 12:15 (60분) |
| KNN       | 2005년 4월 27일 ~ 2006년 12월 13일 | 매주 수요일 밤 11:05 ~ 12:05 (60분) |
| KNN       | 2007년 1월 10일 ~ 2009년 3월 4일   | 매주 수요일 밤 11:15 ~ 12:15 (60분) |
| KNN       | 2009년 3월 15일 ~ 2014년 5월 25일  | 매주 일요일 밤 11:15 ~ 12:15 (60분) |

## 방송 회차

### 2008년
| 회차 | 방송일    | 제목 (원제)                                     |
| ---- | --------- | ----------------------------------------------- |
| 194  | 1월 2일   | 절도사건, 대출사기단 사건                       |
| 195  | 1월 9일   | 존속살인사건, 특수직재력가사칭사기사건          |
| 196  | 1월 16일  | 꽃뱀공갈사건, 영아살해사건                      |
| 197  | 1월 23일  | 부부강도사건, 트렌스젠더 사기사건               |
| 198  | 1월 30일  | 골프로비사기사건, 유기치사사건                  |
| 199  | 2월 13일  | 강도상해사건, 연쇄강도사건                      |
| 200  | 2월 20일  | 성폭력특별법사건, 절도사건                      |
| 201  | 2월 27일  | 특수강도사건, 택배강도사건                      |
| 202  | 3월 5일   | 전처살해사건, 상습사기사건                      |
| 203  | 3월 12일  | 특수절도사건                                    |
| 204  | 3월 19일  | 절도사건, 부녀자 강도 강간사건                  |
| 205  | 3월 26일  | 차떼기절도사건, 연쇄살인사건                    |
| 206  | 4월 2일   | 존속살해사건, 보복폭행사건                      |
| 207  | 4월 16일  | 상습공갈사건, 강도강간사건                      |
| 208  | 4월 23일  | 인질강도사건, 강도상해사건                      |
| 209  | 4월 30일  | 미성년자 성매매사건, 특수절도사건               |
| 210  | 5월 7일   | 상습 사기사건, 청와대 직원사칭 사기사건         |
| 211  | 5월 14일  | 보험사기사건, 특수강도강간사건                  |
| 212  | 5월 21일  | 사이버범죄예방, 살인방화사건                    |
| 213  | 5월 28일  | 상습절도사건, 인터넷 도박 사이트 단속           |
| 214  | 6월 4일   | 살인사건, 장기실종아동사건                      |
| 215  | 6월 11일  | 유령회사 사기사건, 농수산물 단속                |
| 216  | 6월 18일  | 존속상해치사사건, 차량절도사건                  |
| 217  | 6월 25일  | 부녀자상대 사기절도사건, 노숙자 간 살인사건     |
| 218  | 7월 2일   | 성폭행사건, 소매치기사건                        |
| 219  | 7월 9일   | 주부도박사건, 특수강도사건                      |
| 220  | 7월 16일  | 야간건조물침입절도사건, 바지락밀수입사건        |
| 221  | 7월 23일  | 명의도용사기사건, 신용카드 절도사건             |
| 222  | 7월 30일  | 강도상해사건, 내연녀 살인사건                   |
| 223  | 8월 13일  | 지리산 산악구조대 현장, 2008년 여름 경찰서 현장 |
| 224  | 8월 27일  | 성매매사건, 사기사건                            |
| 225  | 9월 3일   | 사기미수사건, 내연녀살인사건                    |
| 226  | 9월 10일  | 난자불법매매사건, 91억 횡령사건                 |
| 227  | 9월 17일  | 강도 살인사건, 강도사건                         |
| 228  | 9월 24일  | 동거녀 살인사건, 남편 살인사건                  |
| 229  | 10월 1일  | 취업미끼사건, 미성년자강도사건                  |
| 230  | 10월 8일  | 상습 공갈 사건, 귀금속 절도사건                 |
| 231  | 10월 15일 | 성폭행사건, 차량절도사건                        |
| 232  | 10월 22일 | 절도사건, 미성년자 꽃뱀사건                     |
| 233  | 10월 29일 | 친구 살인사건, 중국인 보이스 피싱 사건          |
| 234  | 11월 5일  | 귀금속 절도사건, 핸드폰 절도사건                |
| 235  | 11월 12일 | 피팅 모델 성폭행 사건, 중국산 장어 둔갑사건     |
| 236  | 11월 19일 | 물뽕판매 및 강간 사건, 마산 택시 기사 살해 사건 |
| 237  | 11월 26일 | 마약 사건, 처・장모 살인 미수 사건              |
| 238  | 12월 3일  | 내연녀 성폭행 사건, 사무실 절도사건             |
| 239  | 12월 10일 | 인신매매 사건, 악덕고리사채 사건                |
| 240  | 12월 17일 | 음란물 제작 유포 사건, 아내 살인 미수 사건      |
| 241  | 12월 24일 | 연말특집 - 2008년 싸이렌 총정리                 |

### 2009년
| 회차 | 방송일    | 제목 (원제)                                           |
| ---- | --------- | ----------------------------------------------------- |
| 242  | 1월 7일   | 병원 절도사건, 식당 절도사건                          |
| 243  | 1월 14일  | 음란물 모방 성폭행 사건 성매매 미끼 인터넷 사기사건   |
| 244  | 1월 21일  | 종교단체 사기사건, 처・장모 살인 사건                 |
| 245  | 1월 28일  | 성폭행 사건, 청소년 성매매 사건                       |
| 246  | 2월 11일  | 강도, 성폭행 사건, 절도사건                           |
| 247  | 2월 18일  | 대부업 수수료 사건, 심야 식당 강도사건                |
| 248  | 2월 25일  | 강도, 상해사건, 가짜 비아그라 밀수입사건              |
| 249  | 3월 4일   | 짱승계 폭력사건, 금융사기사건                         |
| 250  | 3월 15일  | 살인사건, 별장 몽땅털이 사건                          |
| 251  | 3월 22일  | 의붓딸 성추행사건, 강·절도사건                        |
| 252  | 4월 5일   | 스캔들 피싱, 아방궁의 비밀                            |
| 253  | 4월 12일  | 야누스의 열쇠, 친구라는 이름으로                      |
| 254  | 4월 19일  | 성폭행 사건, 골동품 절도사건                          |
| 255  | 4월 26일  | 불법 성형시술 사건, 불법사채 폭력 사건                |
| 256  | 5월 3일   | 불법 성매매 사건, 강도·성폭행 사건                    |
| 257  | 5월 10일  | 영아살해미수사건, 살인강도사건                        |
| 258  | 5월 17일  | 하류인생, 그날 밤의 그림자                            |
| 259  | 5월 24일  | 유사수신 사기사건, 가짜 참기름 제조·판매 사건         |
| 260  | 5월 31일  | 보험금 편취사건, 여관 전문털이 사건                   |
| 261  | 6월 7일   | 레즈비언 치정 살인사건 10대 오토바이 절도·날치기 사건 |
| 262  | 6월 14일  | 보험 사기 사건, 마약 불법판매사건                     |
| 263  | 6월 21일  | 원조교제 미끼 협박강도사건 편의점 자작극 강도사건     |
| 264  | 6월 28일  | 보험금 편취사건, 재미교포사칭 사기사건                |
| 265  | 7월 5일   | 살인미수사건, 사채폭력사건                            |
| 266  | 7월 12일  | 절도사건, 택시기사 강도 살인사건                      |
| 267  | 7월 19일  | 살인 사건, 성폭력·갈취 사건                           |
| 268  | 7월 26일  | 살인사건                                              |
| 269  | 8월 2일   | 앙심투서사건, 폭행강도사건                            |
| 270  | 8월 9일   | 펀드매니저사칭 사기사건, 사기사건                     |
| 271  | 8월 16일  | 성폭행사건, 사기사건                                  |
| 272  | 8월 23일  | 성매매사건, 절도사건                                  |
| 273  | 9월 6일   | 절도사건, 성폭행사건                                  |
| 274  | 9월 13일  | 살인사건, 성폭행사건                                  |
| 275  | 9월 20일  | 성폭행사건, 공갈사건                                  |
| 276  | 9월 27일  | 사기사건, 공갈사건                                    |
| 277  | 10월 11일 | 공갈사건, 특수강도사건                                |
| 278  | 10월 18일 | 절도사건, 사기사건                                    |
| 279  | 10월 25일 | 살인사건, 사기사건                                    |
| 280  | 11월 1일  | 사회복지사 사칭 사기사건, 치정 살인사건               |
| 281  | 11월 8일  | 강도·살인미수사건, 마약·폭력사건                      |
| 282  | 11월 15일 | 사기사건, 성폭행 강도사건                             |
| 283  | 11월 22일 | 성폭행사건, 폭행사건                                  |
| 284  | 11월 29일 | 살해사건, 강도사건                                    |
| 285  | 12월 6일  | 살해사건, 강도사건                                    |
| 286  | 12월 13일 | 살인미수사건, 살인사건                                |
| 287  | 12월 20일 | 청소년성매매사건, 사기사건                            |
| 288  | 12월 27일 | 2009년 현장추적 싸이렌 연말 특집                      |

### 2010년
| 회차 | 방송일    | 제목 (원제)                         |
| ---- | --------- | ----------------------------------- |
| 289  | 1월 3일   | 폭행갈취사건, 폭행사건              |
| 290  | 1월 10일  | 금쪽같은 내 새끼                    |
| 291  | 1월 17일  | 연쇄살인, 사기협박 및 강간          |
| 292  | 1월 24일  | 살인, 사이버사기                    |
| 293  | 1월 31일  | 살인미수, 절도·연쇄살인             |
| 294  | 2월 7일   | 살인, 폭행·갈취                     |
| 295  | 2월 14일  |                                     |
| 296  | 2월 21일  | 마지막하루, 소녀들의 반란           |
| 297  | 2월 28일  | 실종, 그리고 8년 후, 광복절특사     |
| 298  | 3월 7일   | 은비를 찾아주세요, 훔쳐야 사는 남자 |
| 299  | 3월 14일  | 돌이킬 수 없는 하루, 친구           |
| 300  | 3월 21일  | 300회 특집                          |
| 301  | 3월 28일  | 그 남자의 복수, 어긋난 사랑         |
| 302  | 4월 4일   | 불협화음, 예언자의 운명             |
| 303  | 4월 11일  | 남자의 자격, 복수는 나의 것         |
| 304  | 4월 18일  | 형제는 용감했다, 그녀는 예뻤다      |
| 305  | 4월 25일  | 불치병은 없다, 말할 수 없는 비밀    |
| 306  | 5월 2일   | 수상한 가족, 가면                   |
| 307  | 5월 9일   | 운수 좋은 날, 완전한 사랑           |
| 308  | 5월 16일  | 이웃집 남자, 불청객                 |
| 309  | 5월 23일  | 고백, 죄와 벌                       |
| 310  | 5월 30일  | 해결사, 세 친구                     |
| 311  | 6월 6일   | 열혈 할매 사기꾼, 철면피            |
| 312  | 7월 4일   | 기억의 무게                         |
| 313  | 7월 11일  | 그리고 아무도 없었다                |
| 314  | 7월 18일  | 위장                                |
| 315  | 7월 25일  | 가시고기                            |
| 316  | 8월 1일   | 짐승의 시간                         |
| 317  | 8월 8일   | 돌이킬 수 없는..                    |
| 318  | 8월 15일  | 백일몽                              |
| 319  | 8월 22일  | 바람난 가족                         |
| 320  | 8월 29일  | 먹이사슬                            |
| 321  | 9월 5일   | 잘 알지도 못하면서                  |
| 322  | 9월 12일  | 아이들의 시간, 그 여자? 그 남자!    |
| 323  | 9월 19일  | 거침없는 인생                       |
| 324  | 10월 3일  | 야누스                              |
| 325  | 10월 10일 | 악연                                |
| 326  | 10월 17일 | 특별한 아르바이트                   |
| 327  | 10월 24일 | 경찰의 날 특집 동행취재             |
| 328  | 10월 31일 | 위험한 오피스텔                     |
| 329  | 11월 7일  | 의형제                              |
| 330  | 11월 14일 | 엄마라는 이름                       |
| 331  | 11월 21일 | 진실게임                            |
| 332  | 11월 28일 | 잃어버린 너                         |
| 333  | 12월 5일  | 마지막 손님                         |
| 334  | 12월 12일 | 슬픈모정, 장군님 장군님             |
| 336  | 12월 19일 | 친절한 윤아씨                       |
| 337  | 12월 26일 | 연말특집                            |

### 2011년
| 회차 | 방송일    | 제목 (원제)                           |
| ---- | --------- | ------------------------------------- |
| 338  | 1월 2일   | 그 분이 오셨다                        |
| 339  | 1월 9일   | 비밀은 없다                           |
| 340  | 1월 16일  | 위장                                  |
| 341  | 1월 30일  | 창밖의 눈동자                         |
| 342  | 2월 6일   | 귀향                                  |
| 343  | 2월 13일  | 하류인생                              |
| 344  | 2월 20일  | 그녀의 이중생활                       |
| 345  | 2월 27일  | 그레이 레인보우                       |
| 346  | 3월 6일   | 인형의 집                             |
| 347  | 3월 13일  | 나쁜 피                               |
| 348  | 3월 20일  | 해피투게더                            |
| 349  | 3월 27일  | 어떤이의 꿈                           |
| 350  | 4월 3일   | 위험한 삼총사                         |
| 351  | 4월 10일  | 학교전설                              |
| 352  | 4월 17일  | 해후                                  |
| 353  | 4월 24일  | 개미지옥                              |
| 354  | 5월 1일   | 에디션                                |
| 355  | 5월 8일   | 실종                                  |
| 356  | 5월 15일  | 김길태 사건, 그 후 1년                |
| 357  | 5월 22일  | 거짓말                                |
| 358  | 5월 29일  | 고백                                  |
| 359  | 6월 5일   | 그녀의 마지막 손님                    |
| 360  | 6월 12일  | 위기의 주부                           |
| 361  | 6월 19일  | 우리집                                |
| 362  | 6월 26일  | 장밋빛 인생                           |
| 363  | 7월 3일   | 검은 그림자                           |
| 364  | 7월 17일  | 꽃보다 남자                           |
| 365  | 7월 24일  | 부부지연                              |
| 366  | 7월 31일  | 내 남자                               |
| 367  | 8월 7일   | 타인의 삶, 의좋은 형제                |
| 368  | 8월 14일  | 욕망의 재발견, 로미오와 줄리엣        |
| 369  | 8월 21일  | 위험한 콤비, 천기누설                 |
| 370  | 8월 28일  | 진실, 친구                            |
| 371  | 9월 4일   | 나는 PD다, 올가미                     |
| 372  | 9월 18일  | 삼총사, 흔적                          |
| 373  | 9월 25일  | 행복의 조건, 내 방안의 남자           |
| 374  | 10월 2일  | 살인비디오, 진실의 그림자             |
| 375  | 10월 9일  | 남과 여, 아내의 문자                  |
| 376  | 10월 16일 | 그 남자 그 여자, 어느 자산가의 죽음   |
| 377  | 10월 23일 | 無한반복, 이중생활                    |
| 378  | 10월 30일 | 인생무상, 실버사냥꾼                  |
| 379  | 11월 6일  | 청춘예찬, 그 남자의 립스틱            |
| 380  | 11월 13일 | 신체발부수지부모, 죽여도 안 죽는 당신 |
| 381  | 11월 20일 | 위험한 신사, 사랑하기에               |
| 382  | 11월 27일 | 애모, 그녀, 돌아오다                  |
| 383  | 12월 4일  | 도화살, 수상한 가족                   |
| 384  | 12월 11일 | 불어라 봄 바람, 나는 무죄다.          |
| 385  | 12월 18일 | 영원한 타인, 파란 옷을 입은 남자      |
| 386  | 12월 25일 | 세상 밖으로, 3인 3색                  |

### 2012년
| 회차 | 방송일    | 제목 (원제)                              |
| ---- | --------- | ---------------------------------------- |
| 387  | 1월 1일   | 남자의 집착, 살인의 기억                 |
| 388  | 1월 8일   | 마지막 선물, 여우본색                    |
| 389  | 1월 15일  | 그녀는 예쁘다, 인생맞춤                  |
| 390  | 1월 29일  | 뫼비우스 인간, 돈을 갖고 튀어라          |
| 391  | 2월 5일   | 꿈을 먹는 사나이, 그 여자의 방           |
| 392  | 2월 12일  | 올가미, 취중진담                         |
| 393  | 2월 19일  | 찢어진 장부, 밤그림자                    |
| 394  | 2월 26일  | 위험한 귀가                              |
| 395  | 3월 4일   | 슈퍼맨의 비애, 사라진 여자               |
| 396  | 3월 11일  | 동행자, 의뢰인                           |
| 397  | 3월 18일  | 순정마초의 깨어진 꿈, 교집합의 비밀      |
| 398  | 3월 25일  | 그 놈 목소리, 범죄의 재구성              |
| 399  | 4월 1일   | 퍼즐 맞추기, 그녀의 눈동자               |
| 400  | 4월 8일   | 친구, 나쁜 남자                          |
| 401  | 4월 15일  | Happy End, Mother                        |
| 402  | 4월 22일  | 악마의 시간, 팔색조의 욕망               |
| 403  | 4월 29일  | 그녀의 눈물, 누군가... 있다              |
| 404  | 5월 6일   | 라나의 일기, 낯선 하루                   |
| 405  | 5월 13일  | 이중살인                                 |
| 406  | 5월 20일  | 조종자                                   |
| 407  | 5월 27일  | 아버지와 딸, 수신메일                    |
| 408  | 6월 3일   | 이 부부가 사는 법, 악마의 속삭임         |
| 409  | 6월 10일  | 살인여행, 즐거운 나의 집                 |
| 410  | 6월 17일  | 고소의 여왕, 어둠속에서 벨이 울릴 때     |
| 411  | 6월 24일  | 위험한 부킹, 분신사바                    |
| 412  | 7월 1일   | 친절한 이웃, 마지막 비명                 |
| 413  | 7월 8일   | 철없는 가족, 악몽의 29년                 |
| 414  | 7월 15일  | 환상의 짝꿍, 죽은 자와 남은 자           |
| 415  | 7월 22일  | 뛰는 자 위에 나는 자, 잘못된 만남        |
| 416  | 8월 19일  | 복수는 나의 것, 그녀의 외출              |
| 417  | 8월 26일  | 철부지                                   |
| 418  | 9월 2일   | 독, 나는 죽었다                          |
| 419  | 9월 9일   | 영화는 영화다, 신기루                    |
| 420  | 9월 16일  | 위험한 줄타기, 지키고 싶은 것들          |
| 421  | 9월 23일  | 페이스 오프 Face Off, 검은 피            |
| 422  | 10월 7일  | 하녀, 어둠속의 박하향기                  |
| 423  | 10월 14일 | 신부의 진실, 살인 광시곡                 |
| 424  | 10월 21일 | 왕초놀이, 수요와 공급의 법칙             |
| 425  | 10월 28일 | 그 남자의 D-day, 자매                    |
| 426  | 11월 4일  | 악연, 죄와 벌                            |
| 427  | 11월 11일 | 나는 살고 싶었다                         |
| 428  | 11월 18일 | 아저씨, 어긋난 사랑                      |
| 429  | 11월 25일 | 아들의 비밀, 원죄의 굴레                 |
| 430  | 12월 2일  | 물거품, 유일한 목격자                    |
| 431  | 12월 9일  | 접속, 운수 나쁜 날                       |
| 432  | 12월 16일 | 배반의 장미, 나는 네가 한 일을 알고 있다 |
| 433  | 12월 23일 | 송년특집                                 |

### 2013년
| 회차 | 방송일    | 제목 (원제)                                         |
| ---- | --------- | --------------------------------------------------- |
| 434  | 1월 6일   | 불장난, 사랑과 증오                                 |
| 435  | 1월 13일  | 지독한 사랑                                         |
| 436  | 1월 20일  | 그녀의 남편에게, 유령가게                           |
| 437  | 1월 27일  | 사랑하기 때문에, 피노키오                           |
| 438  | 2월 3일   | 두 얼굴의 사나이, 황혼의 랩소디                     |
| 439  | 2월 17일  | 그 날 새벽의 손님, 소금인형                         |
| 440  | 2월 24일  | 잃어버린 30년, 두 개의 눈                           |
| 441  | 3월 3일   | 김재도의 법, 의문의 이별 여행                       |
| 442  | 3월 10일  | 남과 여, 악마의 초대                                |
| 443  | 3월 17일  | 돼지가 우물에 빠진 날, 모두 잠든 후에               |
| 444  | 3월 24일  | 그 여자의 마스카라, 복수의 시간                     |
| 445  | 3월 31일  | 악마의 족쇄                                         |
| 446  | 4월 7일   | 욕망의 끝, 중독                                     |
| 447  | 4월 14일  | 최후의 사랑, 그녀의 눈물                            |
| 448  | 4월 21일  | 스토커, 가시덤불                                    |
| 449  | 4월 28일  | 외눈박이 물고기의 사랑                              |
| 450  | 5월 5일   | 방울소리                                            |
| 451  | 5월 12일  | 후계자 수업, 잔혹일가                               |
| 452  | 5월 19일  | 인간의 조건, 애모                                   |
| 453  | 5월 26일  | 늑대의 시간, 가족의 초상                            |
| 454  | 6월 2일   | 이별에 대처하는 법, 모래성                          |
| 455  | 6월 9일   | 아버지와 아들, 진실게임                             |
| 456  | 6월 16일  | 남자의 자격, 용의자의 비밀                          |
| 457  | 6월 23일  | 아날로그 연정, 살인자의 노트                        |
| 458  | 6월 30일  | 아담의 타락, 최후의 증거                            |
| 459  | 7월 7일   | 장미의 유혹, 위험한 복수                            |
| 460  | 7월 14일  | 검은 밤, 2인자의 욕망                               |
| 461  | 7월 21일  | 소녀의 눈물, 숨은 그림 찾기                         |
| 462  | 7월 28일  | 은밀한 거래, 인간의 죄                              |
| 463  | 8월 4일   | 영혼의 살인자                                       |
| 464  | 8월 11일  | 여자 이야기                                         |
| 465  | 8월 18일  | 좀비인간, 수상한 추적자                             |
| 466  | 8월 25일  | 위험한 열정                                         |
| 467  | 9월 1일   | 중독된 남자, 카멜레온 꽃                            |
| 468  | 9월 8일   | 사랑의 끝, 의문의 밤손님                            |
| 469  | 9월 15일  | 마더, 죽은 남자와 산 남자                           |
| 470  | 9월 29일  | 잔혹한 동화, 죽음의 기도                            |
| 471  | 10월 6일  | 도움을 드립니다, 돌이킬 수 없는                     |
| 472  | 10월 13일 | 두개의 늪                                           |
| 473  | 10월 20일 | 위험한 유산, 움켜쥔 증거                            |
| 474  | 10월 27일 | 그와 그녀의 연애, 인간실격                          |
| 475  | 11월 3일  | 싸이렌 10주년 특집 제1부 - 편견, 낯선 것의 주홍글씨 |
| 476  | 11월 10일 | 싸이렌 10주년 특집 제2부 - 어그로 - 숨겨진 분노     |
| 477  | 11월 24일 | 싸이렌 10주년 특집 제3부 - 갑 을, 시대의 주종관계   |
| 478  | 12월 1일  | 싸이렌 10주년 특집 제4부 - 가족, 그 불안한 동거     |
| 479  | 12월 8일  | 수상한 유괴범, 소풍                                 |
| 480  | 12월 15일 | 그날 밤의 진실, 죽음의 그늘                         |
| 481  | 12월 22일 | 10주년 특집 하이라이트                              |

### 2014년
| 회차         | 방송일   | 제목 (원제)                       |
| ------------ | -------- | --------------------------------- |
| 482          | 1월 5일  | 신분증, 아내가 죽었다             |
| 483          | 1월 12일 | 어긋난 사랑, 네 이웃의 비밀       |
| 484          | 1월 19일 | 개꿈, 뒤틀린 비상구               |
| 485          | 1월 26일 | 환생, 마지막 하루                 |
| 486          | 2월 2일  | 알리바이, 어머니의 이름으로       |
| 487          | 2월 9일  | 양치기 소녀의 거짓말, 금지된 욕망 |
| 488          | 2월 23일 | 파멸의 그림자                     |
| 489          | 3월 2일  | 마돈나는 죽었다                   |
| 490          | 3월 9일  | 비밀의 화원, 대박 인생            |
| 491          | 3월 16일 | 잃어버린 낙원, 돈의 맛            |
| 492          | 3월 23일 | 죽음의 조종자, 사랑은 끝났다      |
| 493          | 3월 30일 | 잊혀진 과거, 일그러진 청춘        |
| 494          | 4월 6일  | 적과의 동거, 소녀의 악몽          |
| 495          | 4월 13일 | 공모자들                          |
| 496          | 4월 27일 | 시신, 그들의 사랑 방정식          |
| 497          | 5월 4일  | 나쁜 남자, 악마의 이유            |
| 498          | 5월 11일 | 누가 그녀를 죽였나?, 외딴 방      |
| 499          | 5월 18일 | 현장추적 싸이렌 총결산 1부        |
| 500 (최종회) | 5월 25일 | 현장추적 싸이렌 총결산 2부        |

## 출연 배우
- 박성훈
- 서종관
- 김영석
- 빈홍욱
- 남동만
- 이정순
- 함동훈
- 고인범
- 박재현
- 변창열
- 길수경
- 박소환
- 김도윤
- 오명근
- 한청
- 임동규
- 허철화
- 문일석
- 박경태
- 강근탁
- 구미석
- 김수정
- 문상희
- 이창훈
- 심민재
- 이인혁
- 김희리
- 최민정
- 최민영
- 이해순
- 양윤정
- 양윤주
- 송금순
- 이동욱
- 이도경
- 김연진
- 이은경
- 박갑식
- 안재우
- 안해미
- 허성희
- 이달림
- 김성실
- 성세움
- 김봉천
- 신웅비
- 이경오
- 지승엽
- 황회용
- 이은빈
- 원나송
- 박보미
- 박자윤
- 김설진
- 엄영실
- 김가예
- 박채현
- 강푸른
- 박수현
- 장선아
- 최현선
- 김지은
- 이유리
- 김현수
- 손미나
- 최재민
- 박현
- 권철
- 김진욱
- 이지훈
- 김장훈
- 손동일
- 손호영
- 손영준
- 박성범
- 홍승오
- 성유리
- 홍채린
- 강옥주
- 김지연
- 정효진
- 이소윤
- 김나현
- 김다예
- 이태겸
- 정민진
- 김지아